# Emma Morano
Emma Martina Luigia Morano, vedova Martinuzzi (Civiasco, 29 novembre 1899 – Verbania, 15 aprile 2017), è stata una supercentenaria italiana, vissuta 117 anni e 137 giorni.
Ha detenuto il titolo di decana d'Italia e d'Europa dal 2 aprile 2013 e di decana dell'umanità dal 12 maggio 2016 fino alla sua morte ed è tuttora la persona più longeva italiana.
Occupa il nono posto nella lista delle persone più longeve accertate ed è la quarta europea più longeva di sempre dopo le francesi Jeanne Calment e Lucile Randon e la spagnola Maria Branyas Morera. È stata tra le uniche 4 persone europee e tra le uniche 12 persone al mondo che nella storia dell'umanità hanno raggiunto i 117 anni oltre che l'ultima persona a morire in tutto il mondo tra i nati prima del 1900.

## Biografia

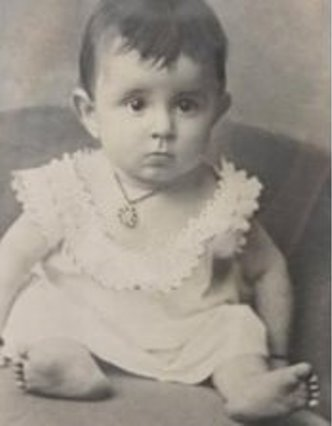
Emma Morano a un anno (1900).

Emma Martina Luigia Morano nacque il 29 novembre 1899 a Civiasco, in provincia di Vercelli, primogenita di otto figli (tre maschi e cinque femmine) dall'italiano Giovanni Morano (1878-1950) e dalla svizzera Matilde Bresciani (1875-1969). Appartiene a una famiglia con tradizioni di longevità, in quanto la madre, una zia e tutte le sorelle hanno raggiunto i novant'anni; in particolare, una sorella, Angela (1908-2011), è arrivata a 102 anni e 17 giorni. Da bambina si trasferisce nell'Alto Novarese, nell'attuale VCO, inizialmente a Villadossola, per seguire il lavoro del padre, ma a causa del clima poco salubre, si sposta presto sul Lago Maggiore a Pallanza, all'epoca comune autonomo (oggi parte della città di Verbania).
Perso nella prima guerra mondiale il primo fidanzato (in realtà, come testimonia il numero di marzo 2014 de L'Alpino, il ragazzo era rientrato ferito dal fronte e non era più riuscito a ritrovarla in quanto nel frattempo lei si era trasferita, ma si è preferito non raccontare niente a Emma), nell'ottobre 1926 è costretta a sposare Giovanni Martinuzzi (1901-1978). Nel 1937 nasce l'unico figlio della coppia, Angelo Martinuzzi, che tuttavia muore dopo appena sei mesi di vita.
L'unione con il marito non è felice, soprattutto a causa di ripetuti maltrattamenti e di violenze fisiche, così nel 1938 la Morano decide di separarsi di fatto dal consorte, andandosene di casa con l'aiuto dei suoi fratelli. Restano però formalmente sposati e nel 1978 lei rimane dunque vedova. Ha lavorato fino al 1954 come operaia presso lo jutificio Maioni di Pallanza; e in seguito trova impiego nella cucina del Collegio "Santa Maria", gestito dai Marianisti, rimanendovi fino al 1975, anno in cui andò definitivamente in pensione.

### Supercentenaria

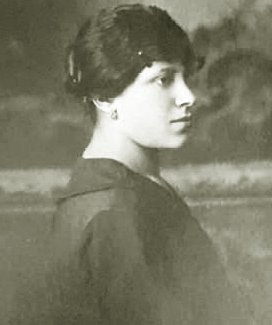
Emma Morano in giovane età.

Nel 2011 ha ricevuto la visita del ricercatore statunitense James Clement, impegnato in uno studio diretto da George Church in collaborazione con la Harvard Medical School di Boston, volto a scoprire, a livello mondiale, tramite analisi del DNA, il segreto della straordinaria longevità. Nel dicembre dello stesso anno è stata insignita dell'onorificenza di Cavaliere dell'Ordine al Merito della Repubblica Italiana dall'allora Presidente Giorgio Napolitano. Il 2 aprile 2013, in seguito alla morte di Maria Redaelli (1899-2013), è diventata decana d'Italia e d'Europa.
Ha spesso affermato che il segreto della sua longevità è legato a diversi fattori: il rifiuto di assumere farmaci, il consumo quotidiano di uova e carne macinata, l'abitudine di bere ogni tanto un bicchiere di grappa fatta in casa e di mangiare qualche gianduiotto, ma soprattutto la volontà di pensare sempre in modo positivo al domani. Ha anche aggiunto che le ha sicuramente giovato l'essere stata sposata solo per poco tempo. Per il suo 114º compleanno nel 2013 è stata brevemente intervistata da una troupe Rai della trasmissione La vita in diretta, in cui venivano confermate le sue eccellenti condizioni di salute.
Anche il medico di famiglia ha ribadito come le analisi periodiche della signora Morano risultino nella norma e ha ricordato come la donna, nei quasi 30 anni in cui si è affidata alle sue cure mediche, non ha mai fatto uso di farmaci se non in un paio di situazioni. Ha ricevuto inoltre dal prefetto del Verbano-Cusio-Ossola, Francesco Russo, un messaggio di auguri del Presidente della Repubblica.
In occasione del suo 115º compleanno le è stato recapitato il mega-biglietto (un metro per un metro e mezzo) inviato da Carla Fracci, l'ambasciatrice di Expo 2015, con «tutti gli auguri del mondo alla incredibile Emma» e l'invito ufficiale alla esposizione universale. Il viceprefetto vicario del Verbano-Cusio-Ossola, Michele Basilicata, le porta il consueto messaggio di auguri da parte del Capo dello Stato.
Il 14 agosto 2015, all'età di 115 anni e 258 giorni, supera il primato dell'italo-americana Dina Manfredini (1897-2012), diventando ufficialmente la persona più longeva di sempre nata in Italia. Fino all'estate 2015 lei visse in casa da sola, in completa autonomia, aiutata per alcune faccende da una nipote; successivamente venne seguita anche da una badante.
Il 29 novembre 2015 ha festeggiato il suo 116º compleanno sempre nella sua casa a Verbania, con parenti e amici e con l'annuale omaggio delle autorità locali. Oltre alla visita della sindaca della città Silvia Marchionini, riceve da parte del vicario episcopale per il territorio del Verbano della diocesi di Novara don Roberto Salsa, la pergamena con la solenne benedizione apostolica di Papa Francesco e il primo esemplare della placchetta del Pellegrino dell'anno Mille che sarà distribuita ai più anziani partecipanti al Giubileo straordinario della misericordia. Il viceprefetto di Alessandria Gaetano Losa le fa recapitare inoltre il messaggio del Presidente della Repubblica Italiana Sergio Mattarella.

La Morano, in risposta a tutti quelli che le hanno chiesto come stesse, ha detto: 
Nel 2016, la sua longevità ha sollecitato l'interesse dei mezzi di comunicazione di massa: i servizi realizzati e le interviste rivelarono come la donna continuasse a essere una persona lucida, gioviale, e con uno spiccato senso dell'umorismoAll'epoca conservava ancora un'ottima memoria e con un po' d'aiuto riusciva ancora a camminare.
Il 12 maggio 2016, all'età di 116 anni e 165 giorni, a seguito del decesso di Susannah Mushatt Jones, diventa decana dell'umanità (seconda italiana dopo l'italo-americana Dina Manfredini nel 2012) rimanendo, inoltre, l'ultima persona vivente a essere nata prima del 1900.
Il 29 novembre 2016 ha compiuto 117 anni (quinta persona ad averlo fatto) e ha festeggiato come sempre il compleanno presso la sua abitazione a Verbania. Durante la mattinata, puntuale come ogni anno, è giunto il telegramma, consegnatole dal Prefetto, del Presidente della Repubblica Sergio Mattarella. Nel pomeriggio, anche il primo cittadino verbanese, Silvia Marchionini, le ha fatto visita per condividere con amici e parenti il traguardo. In serata, al Maggiore di Verbania, si è tenuto uno spettacolo a lei dedicato, dal titolo "1899, correva l'anno", un viaggio storico musicale attraverso la cultura dei tre secoli toccati dalla donna.

 
La Morano ha risposto alle domande sul suo stato di salute dicendo: 
Il 27 dicembre 2016, all'età di 117 anni e 28 giorni, diventa la quinta persona più longeva - accertata - di tutti i tempi, superando la giapponese Misao Okawa (1898-2015). Il 7 marzo 2017, vigilia della festa della donna, in quanto donna più anziana vivente del mondo, riceve in dono una grande moneta dorata che ricorda la Lira, in memoria del suo primo stipendio guadagnato nel 1915 di due lire giornaliere. Il 2 aprile 2017, quattro anni esatti dopo essere diventata decana d'Italia e d'Europa, nonostante abbia rilevato il primato italiano all'età più avanzata rispetto a tutti gli altri decani del passato, ottiene il record assoluto di mantenimento del titolo: infatti nessuno, prima di lei, l'aveva detenuto per quattro anni.

### Morte
È morta nel sonno il pomeriggio del 15 aprile 2017 alle ore 16:30 nella sua casa di Verbania all’età di 117 anni e 137 giorni. I funerali si sono svolti il 17 aprile presso la chiesa di San Leonardo a Pallanza, vicino a casa sua; alla cerimonia ha partecipato anche il sindaco di Verbania Silvia Marchionini.
Al momento della morte era l'ultima persona al mondo nata prima del 1900. Dopo la sua scomparsa, hanno ereditato i titoli di decana dell'umanità Violet Brown (1900-2017), di decana d'Europa Ana María Vela Rubio (1901-2017) e di decana d'Italia Marie-Josephine Gaudette (1902-2017).

## Verifica dell'età
La validazione dell'età di Emma Morano fu svolta da Paolo Scarabaggio, corrispondente del Gerontology Research Group in Italia. Più tardi, il suo caso è stato investigato anche da Bernard Jeune e Michel Poulain, che hanno egualmente confermato la veridicità del caso. L'atto di nascita della Morano, stilato il 3 dicembre 1899 alle ore nove antimeridiane, documenta (oltre che il giorno) anche l'orario di venuta alla luce della bambina (ore pomeridiane undici e minuti trenta), i nomi dei genitori, la località e l'indirizzo di residenza; vengono indicati anche dei testimoni, con le loro rispettive età.
Successivamente, oltre che i documenti censuari e il fondamentale atto di nascita, sono stati utilizzati il suo certificato di matrimonio e quello attestante la venuta alla luce e la morte del figlio. Nel primo atto sono riportati innanzitutto i nomi degli sposi, in ordine marito-moglie, seguiti dalle loro età, dalla loro residenza, dal loro luogo di nascita, dalla loro professione, e dal nome dei rispettivi genitori. Nell'atto di morte del figlio, "Martinuzzi Leo", per quanto riguarda la Morano viene indicata la residenza e la professione.